# Herb gminy Nur
Herb gminy Nur – jeden z symboli gminy Nur, autorstwa Wojciecha Tutaka i Pawła Dudzińskiego, ustanowiony 25 czerwca 2009.

## Wygląd i symbolika
Herb przedstawia na tarczy w polu błękitnym laskę Merkurego i kotwicę rzeczną w słup złote, nad pasem falowanym srebrnym.
Kaduceusz przypomina, że Nur był osadą targową, co potwierdzały przywileje książęce z lat 1434, 1437 i 1474. Kotwica oznacza port rzeczny na Bugu, z którego wysyłano płody rolne do Gdańska i Europy Zachodniej, utworzony na mocy przywileju króla polskiego Zygmunta Augusta z 1568 roku. Pas falowany to przedstawienie rzeki Bug.